# Fronteira linguística

Fronteira linguística da Bretanha entre a Bretanha de língua celta (oeste) e a Bretanha de língua românica (leste).

Uma fronteira linguística ou limite linguístico é a linha que separa duas áreas linguísticas. O termo é geralmente usado para implicar a falta de inteligibilidade mútua entre as duas línguas. Se duas línguas ou dialectos adjacentes forem mutuamente inteligíveis, não se formará uma fronteira firme, porque as duas línguas podem trocar continuamente invenções linguísticas. Isto é conhecido como um Continuum dialetal.  Uma "ilha linguística" é uma área linguística que está completamente rodeada por uma fronteira linguística.

## Conceitos importantes
O conceito de inteligibilidade mútua é vago. Mais importante, pode ser difícil para falantes não nativos distinguir um idioma de outro semelhante. Além disso, não há uma definição clara do que constitui um idioma: por exemplo, alguns idiomas compartilham sistemas de escrita, mas são falados de forma diferente, enquanto outros são idênticos quando falados, mas são escritos usando alfabetos diferentes. Por exemplo, diferentes "dialetos" do chinês usam os mesmos caracteres com os mesmos significados, mas eles podem ser pronunciados de forma muito diferente em diferentes variedades. O japonês também usa muitos caracteres Kanji (de origem chinesa) para significar o mesmo que no chinês, mas eles geralmente têm diferentes "leituras" (yomi), algumas das quais podem ser pronunciadas como no chinês, enquanto outras são totalmente diferentes.
Muitas vezes também há termos compartilhados entre dois idiomas, mesmo entre idiomas que não têm nada a ver um com o outro.
Por exemplo, o espanhol é falado na maioria dos países da América Central e da América do Sul, mas também na Espanha. Há diferenças sutis, mas reconhecíveis, entre os dialetos, mas há dialetos diferentes até mesmo dentro da própria Espanha. Em muitas culturas, também há pequenas diferenças entre as versões do idioma, tanto faladas quanto escritas. "Registros" usados em diferentes contextos, quando se fala com o chefe e quando se fala com os amigos, por exemplo.

## Dificuldades

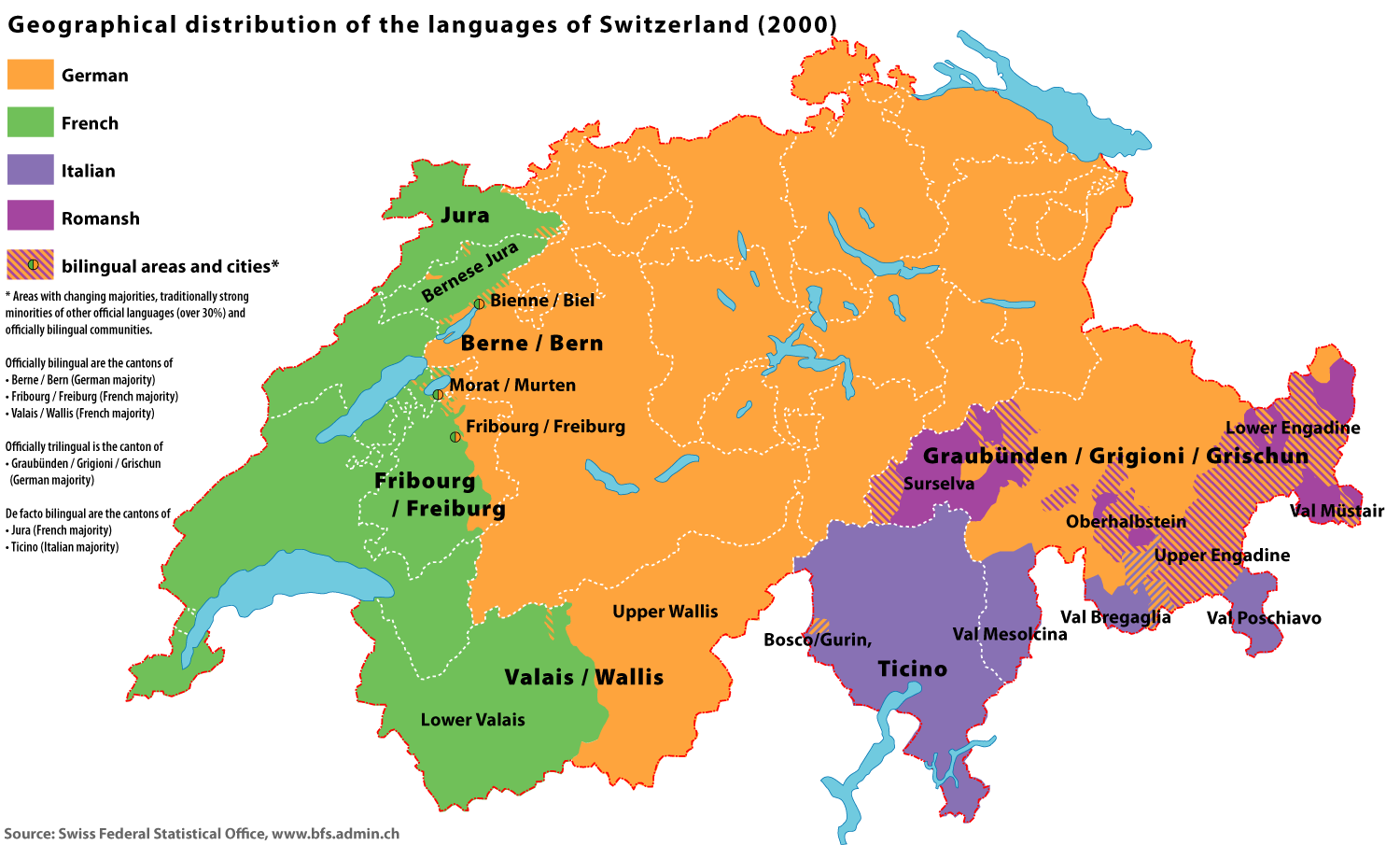
Röstigraben na Suíça

Também pode haver pessoas em um país que falam o idioma "nativo" de um país diferente, algumas das quais podem ser bilíngues. Além disso, um idioma herdado pode evoluir e talvez absorver algumas das características ou termos do idioma predominante da nova área. Em casos como esses, torna-se ainda mais difícil identificar idiomas específicos.
Quando os falantes têm sotaque estrangeiro, são geralmente vistos como menos inteligentes e têm menos chances de serem contratados. O mesmo ocorre com o sotaque de uma área periférica, em vez do sotaque do núcleo urbanizado: uma pessoa da periferia é normalmente percebida como falando um idioma "menos correto" por aqueles que são mais instruídos, enquanto aqueles que não são tão instruídos não percebem nenhuma diferença na "correção". Histórias coloniais também podem ajudar nesse fenômeno.
Um exemplo bem conhecido de uma fronteira linguística é a fronteira entre línguas românicas e línguas germânicas que se estende pela Bélgica, França, Suíça e Itália.

## Política e fronteiras linguísticas

### Expansão europeia
As fronteiras linguísticas nem sempre refletem as fronteiras políticas, a tendência de correlacionar o idioma com a nacionalidade é um erro comum que parece ter surgido durante o período de expansão europeia do século XIX (por exemplo, o termo "anglo" no México e no sudeste dos EUA, ou o termo "angrez" - literalmente, "inglês" - no norte da Índia). O uso de um determinado idioma pode se refletir positiva ou negativamente em seu falante, dependendo da situação. Por exemplo, nos EUA há a percepção de que somente os falantes de inglês são americanos e somente os não-americanos são não-falantes de inglês. Suspeita-se que essa suposição tenha começado porque os estados teriam idiomas "oficiais" para fins de publicação de livros e, portanto, para fins de educação, de modo que a inteligência seria associada a falar o idioma escrito. Em função dessa ideia, muitas vezes também há benefícios sociais resultantes da capacidade de falar inglês. Um ótimo exemplo disso é a prevalência do bilinguismo perto da fronteira entre os EUA e o México, o que também indica a porosidade da fronteira e ilustra a dificuldade de traçar uma "fronteira" em torno de todos os falantes de um determinado idioma, especialmente porque não costuma haver muita correlação entre etnia e idioma. Esse bilinguismo comum leva à prática de uma alternância de código linguístico, ou seja, a mudança livre entre idiomas durante a fala, embora essa característica seja de certa forma menosprezada porque aqueles que vivem em áreas de alternância frequente parecem desenvolver uma espécie de lealdade ao idioma.

### Colonialismo
Outro exemplo da diferença entre fronteiras linguísticas e fronteiras políticas é a disseminação de idiomas por meio do colonialismo, fazendo com que os idiomas sejam falados em vários países, não necessariamente adjacentes.

### Outros exemplos
Embora as fronteiras linguísticas e as fronteiras políticas nem sempre estejam de acordo, houve muitos casos em que a liderança política tentou impor fronteiras linguísticas. Na cidade mexicana de Ciudad Juárez, na fronteira com os Estados Unidos, foram feitos esforços sociais para conter a influência americana, mas, ao mesmo tempo, como em outras culturas estrangeiras, os benefícios de classe da proficiência em inglês são reconhecidos e, para isso, as escolas ensinam em inglês e muitos canais de televisão são em inglês. O uso do bretão e do galês tem sido historicamente desencorajado pelos governos francês e britânico, respectivamente. Há também casos de intolerância à fala de idiomas nativos americanos em algumas escolas, forçando esses alunos a criar pequenas comunidades nas quais possam falar seu idioma nativo, criando assim "fronteiras linguísticas" em uma escala muito pequena. Exemplos como esses ilustram o impacto que as fronteiras linguísticas podem ter sobre as fronteiras culturais, mesmo que não sejam necessariamente uma e a mesma coisa.